# نورا إيلي
نورا إيلي (ولدت في 3 أبريل 1984 في أوستر، كانتون زيورخ - وتوفيت 23 مارس 2020 في بيرمجارتن باي بيرن) داعية سويسرية اعتنقت الإسلام. ترأست إيلي إدارة شؤون المرأة في مجلس الشورى الإسلامي بسويسرا، وساهمت بالعديد من الآراء الفكرية والسياسية في العديد من البرامج التلفزيونية.

## مسيرتها
ولدت إيلي سنة 1984 بمدينة «أوستر»، التابعة لكانتون زيورخ، وهي ابنة الطبيب النفسي السويسري الشهير إيلي فشنتياغيرد ذي الأصول الألمانية. وأمها مربية اجتماعية سويسرية. وقد انفصل والداها لاحقا.
تم تعميدها في الكنيسة الكاثوليكية بناء على رغبتها. نشطت في شبابها كثورية لاسلطوية حتى عمر 18 عاماً. وبعمر الثامنة عشرة في عام 2002، وفي سفر لها إلى دبي، عاشت نورا إيلّي تجربة تنويرية أثناء دعوة أحد المؤذنين للصلاة، وبعد عودتها إلى سويسرا اعتنقت الإسلام. وقبل أسبوعين من ذلك، كان صديقها حينئذٍ وزوجها فيما بعد «قاسم إيلّي» قد اعتنق الإسلام هو الآخر، وكلاهما كانا عضوين فاعلين في منظمة مجلس الشورى الإسلامي في سويسرا.
وفِي سن الـ20، ارتدت إيلي النقاب، وتابعت دراستها في مسقط رأسها حتى حصولها على شهادة الدكتوراه في علم الأديان من جامعة زيورخ.
ترأست إيلي إدارة شؤون المرأة في مجلس الشورى الإسلامي بسويسرا، وتحولت بعد إسلامها إلى داعية للإسلام ومن أشد المدافعات عنه في كل من سويسرا وألمانيا وأوروبا على وجه العموم، حيث أسلمت على يديها عشرات النساء في سويسرا وألمانيا والنمسا. 
تقول نورا إيلي، في إحدى المقابلات التلفزيونية: «كنت أحمل أحكاماً مسبقة ضد المسلمين، وكنت أعتقد أن المرأة مضطهدة في الإسلام؛ لكن فيما بعد وجدت أن الإسلام يجعل من المرأة لؤلؤة»، مضيفة أنها وصلت إلى نتيجة مفادها أن أشياء كثيرة إنما هي مكيفة بحسب الثقافات ولا تمت إلى الإسلام بصلة.
وأكدت إيلي أنه «بفضل الإسلام، أصبحت أشعر بقيمتي كامرأة وليس سلعة.. قبل أن ألبس النقاب، كان الشباب يعاملونني كسلعة ولم يجذبهم إلي سوى جسدي، أما بعدما لبست النقاب أصبحوا يعاملونني كامرأة».
وظهرت إيلي في العديد من البرامج التلفزيونية، وساهمت بالعديد من الآراء الفكرية والسياسية في الإعلامين السويسري والألماني، وسبّب ظهورها في البرنامج الحواري للصحفية «آن ويل» في نوفمبر من عام 2016 الكثير من الجدل حول ما إذا كان ينبغي لمثل هذه الآراء الظهور في البرامج الحوارية، عندما أظهرت اقتباسات منها أنها داعمة للدعاية الجهادية للدولة الإسلامية «داعش». وتم توجيه العديد من التهم الجنائية لها بسبب ذلك. في فبراير 2017 قام المدعي العام في هامبورغ بتوجيه كامل التحقيقات الأولية. حيث أثارت ضجة كبيرة في السنوات الأخيرة من خلال ظهورها بالحجاب على شاشة التلفزيون وفي المناسبات العامة في الداخل والخارج، وكانت تتعرض على إثر ذلك بشكل يومي تقريباً للعديد من المضايقات وفي بعض الأحيان لعبارات السب أو الإهانة بسبب نقابها. دعت إلى تعدد الزوجات. 
كانت نورا إيلي متزوجة من عالم الكمبيوتر قاسم إيلي، الذي يعمل أيضًا في منظمة مجلس الشورى الإسلامي، وأنجبت ستة أطفال.

## الوفاة
توفيت نورا إيلي، عن عمر يناهز 36 سنة، بأحد المستشفيات التابعة للعاصمة برن بعد معاناة مع مرض سرطان الثدي. 

## روابط خارجية
- نورا إيلي على موقع IMDb (الإنجليزية)